# آنخلیکا واله
آنخلیکا واله (اسپانیایی: Angélica Vale‎؛ زادهٔ ۱۱ نوامبر ۱۹۷۵) یک هنرپیشه، صداپیشه، خواننده، کمدین اهل مکزیک است. وی از سال ۱۹۷۵ میلادی تاکنون مشغول فعالیت بوده‌است.
از فیلم‌ها یا مجموعه‌های تلویزیونی که وی در آن‌ها نقش داشته است می‌توان به بتی بی‌ریخته و زیباترین دختر زشت اشاره نمود.